# Сейлор Мун
Сейлор Мун (яп. 美少女戦士セーラームーン бисё:дзё сэнси сэ:ра: му:н, дословный перевод: «Прекрасная воительница Сейлор Мун») — название японской медиафраншизы, созданной Наоко Такэути. Обычно ей приписывают популяризацию концепции команды девочек-волшебниц — так же, как и вообще «оживление» жанра махо-сёдзё. Данное аниме было признано журналом Animage лучшим аниме 1993 года. В том же году один из персонажей сериала, Ами Мидзуно, была признана лучшим женским персонажем года.
Сюжет различных произведений метасерии вращается вокруг реинкарнированных защитников древнего королевства, когда-то охватывавшего всю Солнечную систему. Главные герои, называемые воинами в матросках (яп. セーラー戦士 сэ̄ра̄ сэнси, сейлор-воины), — молодые девушки, которые могут превращаться в героинь, названных в честь Луны (Сейлор Мун, от англ. Moon — «Луна») и планет Солнечной системы (Сейлор Меркурий, Сейлор Марс и т. д.). Использование слова Сейлор (от англ. sailor — «моряк; мореплаватель; матрос») в именах объясняется стилем их костюмов в морском стиле. Элементы фэнтези в серии глубоко символичны и часто основаны на мифологии.
Созданию манги «Сейлор Мун» предшествовала другая, Codename: Sailor V, повествующая о приключениях лишь одной воительницы в матроске. Такэути придумала идею произведения, когда хотела создать милую серию о девушках, а её редактор попросил одеть героинь в японскую школьную форму в морском стиле (сэ̄ра̄ фуку). Когда Sailor V была предложена для адаптации в аниме, концепция была изменена, так что Сейлор Ви стала только одним из членов команды. Итоговая серия манги стала слиянием популярных жанров махо-сёдзё с сэнтаем, поклонником которого была Такэути. «Сейлор Мун» оказалась одной из первых серий, созданной на основе этого сочетания.
Кроме манги была выпущена и другая продукция про Сейлор Воинов, включая популярное 200-серийное аниме, 26 постановок мюзиклов (более 800 представлений с 1993 по 2005 год), компьютерные игры и игровое кино (токусацу) сериал Pretty Guardian Sailor Moon. Также сериал оказал некоторое влияние на более поздние работы. Так, в честь персонажа сериала Сейлор Марс (Рэй Хино) была названа одна из главных героинь сериала «Евангелион» Рей Аянами.
В 2012 году на праздновании 20-летия франшизы было объявлено, что летом 2013 года выйдет новое аниме про Сейлор Мун, и что песни для него исполнит группа Momoiro Clover Z. Позже выход сериала был отложен, начавшись только в июле 2014 года. Новое аниме является не продолжением, а обновлённой и более близкой к источнику адаптацией оригинальной манги, называется оно Sailor Moon Crystal.

## Сюжет
В далёком прошлом на Луне существовало королевство — Серебряное Тысячелетие. Оно мирно сосуществовало с Землёй. Принц Земли Эндимион и принцесса Луны Серенити полюбили друг друга, но люди, охваченные тёмной силой, напали на Серебряное Тысячелетие. Воспользовавшись силой Святого серебряного кристалла, королева Серенити сумела остановить захватчиков, но её королевство было уничтожено, а сама она умерла. Всё, что она смогла сделать — это устроить так, чтобы её дочь и её воины-хранители родились вновь в будущем в мирное время и смогли прожить там счастливую и спокойную жизнь.
Главная героиня «Сейлор Мун» — Усаги Цукино. Она была обычной школьницей, пока не встретила говорящую кошку Луну. Луна помогла Усаги пробудить свои силы и научила девушку превращаться в Сейлор Мун, чтобы сражаться со злом, пытающимся захватить Землю. В сражениях к ней присоединились и её подруги — другие воины в матросках.
С развитием сюжета сейлор-воины узнают больше о своих врагах и силе Хаоса, направляющей их. В то же время раскрывается правда об их прошлых жизнях и о будущем Солнечной системы.
Сюжет делится на пять основных сюжетных арок, каждая из которых была представлена и в манге, и в аниме. Их названия — арка «Тёмное королевство», арка «Чёрная Луна» (Sailor Moon R), арка «Бесконечность» (Sailor Moon S), арка «Мечта» (Sailor Moon Supers) и арка «Звёзды» (Sailor Stars). В аниме демонстрируется дополнительно Макайдзю (небольшая арка в начале второго сезона), а первые серии пятого Sailor Stars завершают сюжет предыдущих серий.

## Персонажи

### Главные персонажи
Усаги Цукино (яп. 月野 うさぎ Цукино Усаги) — главная героиня произведений. Была обычной школьницей, но после встречи с говорящей кошкой Луной получает возможность превращаться в воительницу Сейлор Мун. Использует свои силы для защиты тех, кто ей дорог. В русском переводе 1—3 сезонов аниме — Банни Цукино.
 Сэйю: Котоно Мицуиси
Мамору Чиба (яп. 地場 衛 Тиба Мамору) — студент колледжа. Когда он был маленьким, попал в автомобильную аварию. Его родители тогда погибли, а сам Мамору потерял свою память. Обладает некоторой способностью предчувствовать будущее. Почти во всех сериях использует образ Такседо Маска, чтобы помочь воинам. Также в начале второго сезона предстаёт в образе Рыцаря лунного света. В оригинальном аниме и манге зовётся Такседо Маском.
Во второй половине второго сезона узнаёт, что станет мужем Усаги. Они вместе с воинами отправляются в будущее, в Хрустальный Токио, где Мамору узнаёт, что у них с Усаги есть дочь Чибиуса. В русском переводе 1—3 сезонов аниме — Мамору Джиба.
 Сэйю: Тору Фуруя
Ами Мидзуно (яп. 水野 亜美 Мидзуно Ами) — тихая и умная ученица параллельного с Усаги класса. Ходят слухи, что её IQ равен 300. Она может превращаться в воина по имени Сейлор Меркурий, использующего силу воды. Мечтает стать врачом, когда вырастет.
 Сэйю: Ая Хисакава
Рэй Хино (яп. 火野 レイ Хино Рэй) — служительница в синтоистском храме, поэтому Рэй может чувствовать присутствие зла и изгонять духов, даже не превращаясь в Сейлор Воина. Может превращаться в Сейлор Марс и использовать силы, связанные с огнём. Занимается в частной католической школе в отличие от других девочек. Она единственная из всех персонажей обладает типичной японской внешностью.
 Сэйю: Митиэ Томидзава
Макото Кино (яп. 木野 まこと Кино Макото) — очень высокая и сильная школьница. Может превращаться в Сейлор Юпитер и управлять силой молний и грома. Родители Макото погибли в авиакатастрофе, и уже с 14 лет она живёт одна. Владеет каратэ и хорошо готовит.
 Сэйю: Эми Синохара
Минако Айно (яп. 愛野 美奈子 Айно Минако) — весёлая и романтичная девочка. Изначально сражалась одна в образе Сейлор Ви (Sailor V), но потом присоединилась к остальным воинам. У Минако есть союзник — кот Артемис. Она превращается в Сейлор Венеру, воина любви. Является лидером внутренней четвёрки охраны Сейлор Мун. Минако мечтает стать известной певицей и идолом, поэтому посещает все пробы, которые только может. 
 Сэйю: Рика Фуками
Чибиуса (яп. ちびうさ Тибиуса, Малышка) — дочь Мамору и Усаги. Сначала прибыла в прошлое из 30-го века, чтобы найти помощь и спасти своих родителей, позже вернулась, чтобы тренироваться вместе с Сейлор Мун и стать воином. Она может превращаться в Сейлор Чиби Мун. В русском переводе 1—3 сезонов аниме — Малышка/Малышка Банни.
 Сэйю: Каэ Араки
Мичиру Кайо (яп. 海王 みちる Кайо: Митиру) — талантливая скрипачка. Она на год старше большинства Сейлор-воинов. Превращается в Сейлор Нептун и использует силу океана. Мичиру сражалась одна, пока не нашла своего партнёра — Сейлор Уран, в которую и влюбилась. Мичиру очень вежлива, приятна в общении и ко всем относится хорошо. Хорошо известна благодаря своей игре на скрипке и своим картинам, но на первое место в своей жизни ставит обязанности Сейлор-воина. 
 Сэйю: Масако Кацуки
Харука Тэно (яп. 天王 はるか Тэнъо: Харука) — ровесница Мичиру. Превращается в Сейлор Уран и использует силу ветра. Перед тем, как стать воином, мечтала стать гонщицей. Она обычно одевается и разговаривает как мужчина. В сражениях Харука предпочитает работать только с Сейлор Нептун, но позже делает исключение для Сейлор Плутон и Сейлор Сатурн. В пятом сезоне аниме получила прозвище «Харука-папа» от Хотару, которую она взялась воспитывать вместе с Мичиру и Сэцуной.
 Сэйю: Мэгуми Огата
Сэцуна Мэйо (яп. 冥王 せつな Мэйо: Сэцуна) — впервые появляется в произведениях как Сейлор Плутон, страж времени, чьим долгом является защищать врата пространства-времени от неразрешённых путешественников. Намного позже она появляется на Земле как студентка колледжа. Обладает весьма сдержанным характером и может быть очень суровой, но дружелюбна и помогает младшим воинам в матросках, когда может. В результате долгого пребывания у Врат Времени страдает от глубокого чувства одиночества.
 Сэйю: Тиёко Кавасима
Хотару Томоэ (яп. 土萠 ほたる Томоэ Хотару) — в раннем детстве Хотару посетила лабораторию своего отца, учёного-генетика, во время чего произошёл взрыв. Погибли все, кроме доктора Томоэ. Когда он увидел, что Хотару мертва, он отдал своё тело демону Герматоиду в обмен на жизнь Хотару, но в её тело также вселился демон — Мессия Тьмы.
 Хотару часто болеет. До встречи с Чибиусой у неё совсем не было друзей. Хотару мечтает стать врачом. Её главная способность — заживлять раны. Превращается в Сейлор Сатурн, воина разрушения. 
 Сэйю: Юко Минагути

## Произведения

### Манга
Перед созданием манги «Сейлор Мун» Наоко Такэути опубликовала историю Codename: Sailor V, рассказывающую о приключениях одной Сейлор Венеры. Идея манги пришла к ней, когда она хотела создать какую-нибудь милую историю о девочках в открытом космосе, а её редактор предложил их одеть в матроски (сейлор-фуку) Когда встал вопрос об экранизации манги, было решено изменить концепцию и сделать Минако Айно лишь одной из героинь. Новая манга стала объединением жанра махо-сёдзё и серии Super Sentai, фанатом которой являлась Такэути. Повторяющимися мотивами в манге служат астрономия, астрология, греческие и римские мифы, геология, японские представления о стихиях, молодёжная мода и школьные выходки.
Переговоры между Такэути и издателями изначально предполагали создание лишь одной сюжетной арки, а сюжет был разработан на встречах за год до публикации, но после завершения первой арки редакторы обратились к Такэути с просьбой продолжить историю. После этого было выпущено ещё четыре сюжетных арки, часто публиковавшиеся одновременно с выходом пяти соответствующих аниме-сериалов. Аниме отставало в сюжете от манги на месяц-два.
Целиком оригинальная манга включает в себя 52 главы, называемые «актами», и десять отдельных дополнительных историй. Основной сюжет манги выходил в «Nakayoshi», сёдзё-журнале «Kodansha», с 1991 по 1995 год; дополнительные истории выходили в другом журнале того же издательства — «Run Run». «Kodansha» также выпустила все главы и истории в форме отдельных книг. Первая редакция выходила одновременно с созданием серии с 1992 года до 1997, и состояла из 18 томов. Порядок глав и дополнительных историй соответствовал порядку их выпуска.
Благодаря публикации оригинальной манги тираж журнала «Nakayoshi» в течение нескольких месяцев был увеличен вдвое. К концу 1995 года, когда было создано лишь тринадцать томов, каждый из танкобонов «Сейлор Мун» был распродан в количестве порядка одного миллиона экземпляров, манга выпускалась в более чем 23 странах, включая Китай, Мексику, Австралию, большую часть Европы и Северную Америку.
Второе издание, называемое «синдзобан» (新裝版) или «обновлённая» версия, начало печататься в 2003 году во время показа игрового телесериала. Kodansha по-новому разделило отдельные главы, так что их количество в отдельных томах возросло, также были сделаны поправки и улучшения в рисовке и диалогах. Добавлено новое оформление, в том числе полностью изменённые обложки и наброски персонажей, включая персонажей, появлявшихся только в игровом сериале. Новая редакция состояла из 12 томов основной серии и двух томов с дополнительными историями. Первые два-три листа каждого тома (титульные страницы, оглавление, начало первого акта) были напечатаны в цвете.
Третье издание, «кандзэнбан» (完全版) или «полная» версия, начало выпускаться в 2013 году во время показа новой аниме-экранизации и состояло из 10 томов. Для него аналогично было сделано новое оформление и в отличие от предыдущих изданий это имело более крупный формат страниц (все оригинальные листы прошли оцифровку), а также было увеличено количество цветных страниц.
Четвёртое издание, «бункобан» (文庫版) или «малая» версия, начало выпускаться в 2018 году и тоже состояло из 10 томов. Это была малоформатная версия (примерно тех же размеров, что и синсдзобан-версия), частично повторяющая кандзэнбан-версию — обложки были взяты от кандзэнбан, но титульные страницы всех актов на этот раз были напечатаны чёрно-белыми, однако были добавлены не относящиеся к повествованию цветные иллюстрации, которые до этого были выпущены только в арт-буках.
Издательство «Kodansha» выпустило специальные артбуки к каждой из сюжетных арок под общим названием Original Picture Collection. Альбомы включают изображения обложек, рекламные материалы и прочие рисунки, сделанные Такэути. Многие изображения сопровождались комментариями, рассказывающими о том, как приходили в голову идеи каждой работы, нравятся или нет самой художнице и комментариями к аниме-версии истории.
- Такэути, Наоко. Pretty Soldier Sailor Moon Volume I Original Picture Collection (англ.). — Kodansha, 1994. — ISBN 4-06-324507-1.
- Такэути, Наоко. Pretty Soldier Sailor Moon Volume II Original Picture Collection (англ.). — Kodansha, 1994. — ISBN 4-06-324508-X.
- Такэути, Наоко. Pretty Soldier Sailor Moon Volume III Original Picture Collection (англ.). — Kodansha, 1996. — ISBN 4-06-324518-7.
- Такэути, Наоко. Pretty Soldier Sailor Moon Volume IV Original Picture Collection (англ.). — Kodansha, 1996. — ISBN 4-06-324519-5.
- Такэути, Наоко. Pretty Soldier Sailor Moon Volume V Original Picture Collection (англ.). — Kodansha, 1997. — ISBN 4-06-324522-5.

Другой художественный альбом, Volume Infinity, был выпущен в строго ограниченном издании после завершения серии в 1997 году. Этот самостоятельно изданный артбук включает рисунки Такэути и её друзей, персонала и голосовых актёров, работавших над аниме. В 1999 году Kodansha выпустило альбом Materials Collection: он содержит наброски и заметки к разработке почти всех персонажей манги, также как и к некоторым персонажам, так и не появившимся никогда в серии. Каждый рисунок окружён комментариями Такэути об особенностях различных деталей костюма, точке зрения персонажей и её личное мнение о них. Также он включает линии времени для сюжетных арок и сроков выхода продуктов и материалов, относящихся к аниме и манге. В конце добавлена короткая история Parallel Sailor Moon, празднующая год кролика.
- Такэути, Наоко. Pretty Soldier Sailor Moon Materials Collection (англ.). — Kodansha, 1999. — ISBN 4-06-324521-7.

В России манга была издана только в 2018 году (под международным брендом «Pretty Guardian Sailor Moon») издательством XL Media в оригинальном неотзеркаленном виде. Первый том вышел 5 октября 2018 года. Российское издание повторяет синдзобан-версию — по неизвестным причинам Kodansha не дала права на выпуск кандзэнбан-версии.

### Аниме
Производство аниме «Сейлор Мун» продюсировали компании TV Asahi, Toei Agency и Toei Animation. Показ начался всего лишь через месяц после публикации первого выпуска манги. Аниме состоит из 200 серий, демонстрировавшихся с марта 1992 до февраля 1997 на TV Asahi, таким образом «Сейлор Мун» является одним из длиннейших аниме в жанре махо-сёдзё. Аниме послужило началом вспышки невероятно успешной мерчандайзинговой компании, состоявший из более 5000 наименований, чему способствовал спрос по всему миру и осуществлённый перевод на многие другие языки. С тех пор «Сейлор Мун» стала одним из самых известных аниме в мире.
Аниме-сериал состоит из пяти отдельных завершённых историй, около 40 серий каждая, обычно их называют сезонами. Каждый сезон грубо соотносится с одной из пяти главных сюжетных арок манги: в них совпадает сюжетная основная линия, и большинство персонажей встречаются в обеих версиях. Также существует пять специальных анимационных историй и три полнометражных фильма: «Sailor Moon R: The Movie», «Sailor Moon S: The Movie» и «Sailor Moon SuperS: The Movie».
В сериале использовалась техника рисованной мультипликации. Сериал изначально режиссировался Дзюнити Сато, затем Кунихиро Икухарой и потом Такуей Игараси. Дизайн персонажей был разработан Кадзуко Тадано, Икуко Ито и Кацуми Тамэгаи.
6 июля 2012 года на мероприятии, посвящённом 20-летию манги, Наоко Такэути было объявлено, что летом 2013 года выйдет новая экранизация, песни в которой будут исполнены группой Momoiro Clover Z. Позже дата премьеры была перенесена на лето 2014 года и было объявлено, что новый сериал с подзаголовком Crystal будет состоять из 26 серий. Его трансляция началась 5 июля 2014 года, при этом Niconico осуществляет стриминг сериала на 10 языках по всему миру.
Третий сезон Sailor Moon Crystal стартовал весной 2016 года.

### Мюзиклы
Музыкальные театральные постановки, обычно объединяемые под сокращением СэраМю, составляют серию произведений, состоящую из порядка 29 мюзиклов, имевших более 800 выступлений между 1993 и 2005 годами. Сюжетные линии постановок включают как истории, вдохновлённые аниме, так и совершенно оригинальные события. Музыка из них была выпущена в составе около 20 «памятных» альбомов. Популярность мюзиклов указывалась, как причина выхода игрового телесериала Pretty Guardian Sailor Moon.
Мюзиклы выходили дважды в год, зимой и летом. Летом выступления происходили лишь в театре Sunshine в районе Икэбукуро в Токио; в то же время, зимой совершался тур по другим крупным городам Японии, включая Осаку, Фукуоку, Нагою, Сидзуоку, Канадзаву, Сэндай, Сагу, Оиту, Ямагату и Фукусиму.
Последнее представление серии «The New Legend of Kaguya Island (Revised Edition)» (яп. 新・かぐや島伝説 <改訂版> Син Кагуясима Дэнсэцу (Кайтэбан)) состоялось в январе 2005 года. После чего серия взяла «небольшой» перерыв, но продолжение было выпущено только в сентябре 2013 года.

### Игровой телесериал
Tokyo Broadcasting System и Chubu-Nippon Broadcasting организовали показ токусацу (игровой) версии «Сейлор Мун» с 4 октября 2003 года по 25 сентября 2004 года. Сериал изначально был назван Pretty Guardian Sailor Moon (обычно сокращается до «PGSM»), впервые в метасерии с самого начала использовалось название на английском языке. Он состоит из 49 серий. Около тысячи человек подавали заявки на участие в кастинге на роли пяти главных героинь.
В начале сюжет сериала ближе к сюжету манги, чем в аниме, но позже он начинает значительно отличаться от них: появляются новые персонажи и повороты сюжета.
Кроме того, при издании телесериала на дисках сразу после завершения телевизионного показа к сериалу добавились две новые серии. Одна из них — «Special Act» — рассказывала о событиях четыре года спустя после завершения основного сериала и заканчивалась свадьбой главных героев, а вторая — «Act Zero» — служила приквелом, рассказывающем о прошлом Sailor V и Такседо Маска.

### Компьютерные игры
Более двадцати консольных и аркадных игр под маркой Sailor Moon было выпущено в Японии, все основанные на аниме-сериале. Bandai и японская игровая компания Angel создали большинство из них. Первые игры были выполнены в жанре прокручивающихся файтингов, но более поздние были либо уникальными головоломками или простыми файтингами. Из линейки выделяется ролевая игра Another Story.
Единственная игра, созданная за пределами Японии, — это The 3D Adventures of Sailor Moon компании 3VR New Media. Продажи игры в Северной Америке начались в 1997 году.

## Музыка
Множество людей создавало музыку к «Сейлор Мун», слова ко многим песням были написаны самой Наоко Такэути. Таканори Арисава, получивший «Golden Disk Grand Prize» от Columbia Records за его работу над музыкой к первому сезону аниме в 1993 году, написал и аранжировал всю фоновую музыку к метасерии, включая спин-оффы, игры и полнометражные фильмы. В 1998, 2000 и 2001 годах он выигрывал Международную премию JASRAC за самые большие международные отчисления, полученную в основном из-за популярности музыки из «Сейлор Мун» в других странах. Также в сериале часто звучит вступление из «Токкаты ре-минор» И. С. Баха.
В большей части сериала в качестве начальной композиции серий выступает мелодия «Moonlight Densetsu» (яп. ムーンライト伝説 Му:нрайто Дэнсэцу, букв. «Легенда лунного света»), музыку к которой создал Тэцуя Коморо, а слова написала Канако Ода (основой мелодии послужила выпущенная в 1965 году певицей Тиэко Байсё песня «Sayonara wa Dansu no Ato ni» (яп. さよならはダンスの後に Саё:нара ва дансу но ато ни, букв. «До свидания в конце танца»)). Она стала одной из популярнейших песен серии. «Moonlight Densetsu» была исполнена DALI для использования в начале серий первого и второго сезонов аниме-сериала, а затем группой Moon Lips для третьего и четвёртого. В последнем сезоне, Sailor Stars, использовалась другая композиция — «Sailor Star Song», написанная Сёки Араки со словами Наоко Такэути и исполненная Каэ Ханадзавой. Последним появлением «Moonlight Densetsu» стал конец самой последней 200-й серии сериала. «Moonlight Densetsu» много раз переисполнялась и меняла аранжировку, исполняемая разными артистами, например панковой супергруппой Osaka Popstar.
В Японии только к аниме вышло порядка 40 музыкальных альбомов, многие из которых были ремиксами предыдущих в стиле джаза, переводами на французский и т. д. В дополнение было выпущено 33 различных сингла, многие из которых были посвящены отдельным персонажам. Второй страной по количеству музыкальных релизов на тему «Сейлор Мун» стала Германия, на территории которой было создано около 15 альбомов и синглов, включая, пять созданных поп-группой Super Moonies. В Северной Америке было выпущено только три альбома. Эти числа не включают диски к мюзиклам, выпускавшиеся только в Японии. Как минимум к каждому мюзиклу выходил один CD. Также были ещё различные коллекции, например, Villain Collections или сборники песен, исполняемых одним актёром или актрисой. Кроме того, различные диски были выпущены и к телесериалу.
Сингл «Moonlight Densetsu» вышел в марте 1992 года и мгновенно стал хитом. «Moonlight Densetsu» получила первое место в категории песен на 15-м и 16-м Гран-При Animage На 17-м она заняла уже седьмое место, а «Moon Revenge» из фильма Sailor Moon R: The Movie оказалась на восьмом. «Rashiku Ikimasho», вторая из завершающих серии песен в сезоне Supers, заняла восемнадцатое место в рейтинге в 1996 году. В 1997 году «Sailor Star Song», новая начальная песня из пятого сезона, оказалась на одиннадцатом месте, а «Moonlight Densetsu» была на шестнадцатом.

## Критика
Манга выиграла Премию манги издательства Коданся в 1993 году в категории «сёдзё».
Изначально планировавшееся на шесть месяцев аниме «Сейлор Мун» было быстро продолжено из-за своей популярности и завершилось лишь через пять лет. В Японии оно демонстрировалось каждую субботу в прайм-тайм, получая охват в основном около 11—12 % аудитории. Комментаторы отмечают в аниме-версии «более мальчишеский тон», за счёт которого у неё была бо́льшая аудитория, чем у манги, ориентированной в основном на девушек-подростков. В поздние серии аниме, к недовольству Такэути, были добавлены сцены трансформации героинь в обнажённом виде для привлечения мужской аудитории. Франшиза стала одной из наиболее известных в Японии за всю историю, достигнув 1,5 миллиарда долларов в продажах за первые три года своего существования. Десять лет спустя своего завершения сериал входил в топ-30 списка TV Asahi 100 популярнейших аниме в 2005 и 2006 годах. Сериал выиграл гран-при журнала Animage в 1993 году. Продажи кукол героев «Сейлор Мун» превзошли продажи популярной в Японии Ликки-тян в 1990-х; Mattel полагает, что это из-за сочетания «мода-экшен» в сюжете. Аксессуары к куклам включали как модные вещи, так и оружие воинов.
Популярность «Сейлор Мун» не ограничилась одной Японией. Показы в Испании и Франции, начавшиеся в декабре 1993 года, стали первыми за пределами Японии (самый первый состоялся во Франции), после чего аниме было показано в других странах, включая Австралию, Южную Корею, Филиппины, Италию, Перу, Бразилию, Швецию и Гонконг, ещё до адаптации франчайза в Северной Америке. В 2001 году манга «Сейлор Мун» стала лучшей продаваемой интеллектуальной собственностью Tokyopop, превзойдя другие тайтлы как минимум в 1,5 раза по продажам.
Критики отмечали в аниме демонстрацию настоящей дружбы, а также наличие множества «поразительно различающихся» персонажей и способность привлечь широкую аудиторию. Писатель Николас Пенедо приписывает успех «Сейлор Мун» сочетанию жанра сёдзё о девочках-волшебницах с боевыми командами серии Super Sentai. По утверждению Марты Корног и Тимоти Перпер, популярность «Сейлор Мун» основывается на «сильных сюжетных поворотах в сочетании с боевыми сценами, спасениями» и её «акценте на чувства и взаимоотношения», включая роман между Усаги и Мамору. В то же время другие указывают на манерность и мелодраматичность. Критике подвергается использование в нём однообразных сюжетов, монстров дня и повторов кадров.
Драйзен замечает, что в «Сейлор Мун» существуют два вида злодеев — монстры дня и «думающие, чувствующие люди». Несмотря на то, что это привычное сочетание в манге и аниме, оно «ещё не услышано на Западе».
В книге 2007 года Manga: The Complete Guide Джейсон Томпсон дал манге три звезды из пяти. Ему понравилось смешение стилей сёнэн и сёдзё, а также он отметил, что боевые сцены находятся под сильным влиянием Saint Seiya, но короче и менее кровавые, и замечает, что манга сама по себе выглядит похожей на сериалы Super Sentai. Найдя «Сейлор Мун» забавной и развлекающей, Томпсон счёл повторяющиеся сюжетные линии ущербными для тайтла, не соответствующими улучшению качества рисовки. Он всё же заключил, что манга представляет собой «милое, эффективное развлечение».
Джеймс Велкер полагает, что футуристичный сеттинг «Сейлор Мун» помогает создать впечатление, что лесбиянство существует тихо и мирно. Юкари Фудзимото замечает, что несмотря на малое число «лесбийских сцен» в «Сейлор Мун», сериал стал популярным предметом для юрийных пародийных додзинси. Она относит это к «приподнятому» тону первоисточника, в то же время замечая, что «несмотря на то, что она выглядит переполненной лесбиянками, позиция гетеросексуалов легко защищаема».
Сравнивая мангу и аниме, Сильвиан Дюранд сразу замечает, что рисунок в манге великолепен, но сюжетно она более сжата и непредсказуема, но в аниме лучше раскрыты персонажи. Дюранд чувствует, что в манга-версии рассказа о падении Серебряного Тысячелетия «чувство трагедии сильнее», давая больше деталей о происхождении ситэнно и последней битвы Усаги с Берил и Металией. Дюранд указывает, что аниме опускает информацию, благодаря которой было бы легче понять сюжет, но отмечает его как более «последовательное» с лучшим балансом между комедией и трагедией, тогда как манга более трагична и сконцентрирована на романе между Усаги и Мамору.

### Влияние
Аниме указывается как давшее новые силы жанру махо-сёдзё, добавив в него активных героинь и ориентированные на экшн сюжеты. После его успеха вышло множество сходных произведений. Magic Knight Rayearth, Wedding Peach, Nurse Angel Ririka и Revolutionary Girl Utena во многом были основаны на популярности «Сейлор Мун».
Мэтт Торн замечает, что вскоре после «Сейлор Мун» сёдзё манга начала появляться в книжных магазинах США, противопоставляясь популярным фандомам комиксов. На её появление указывается, как на начало популярности среди девушек сёдзё манги Жиль Поитра  выделяет «поколение» фанатов аниме, начавших своё знакомство с ним с «Сейлор Мун» в 1990-х, отмечая что большинство из них были моложе других фанатов и в основном девушками. Поитра указывает на «Сейлор Мун» как на подготовившее почву другим сёдзё сериям, таким как «Таинственная игра», Vision of Escaflowne и Revolutionary Girl Utena.
Фред Паттен приписывает Такэути популяризацию концепции подобной Super Sentai команды девочек-волшебниц, а Пол Граветт указывает, что серия послужила «воскрешением» для жанра вообще. Серии приписывается изменение самого жанра — героиня теперь использует свои силы не для развлечения, как было раньше, а для борьбы со злом.
На Западе люди временами ассоциируют «Сейлор Мун» с движениями феминисток или Girl Power и с поддержкой этих идей среди зрителей, особенно из-за «правдоподобных, харизматичных и независимых» характеров героинь, которые были «интерпретированы во Франции с однозначно феминистской позиции». В таком ракурсе её сравнивали с Барби, Mighty Morphin Power Rangers, сериалами «Баффи — истребительница вампиров» и «Сабрина — маленькая ведьма». Персонажей также описывают как «язвительные стереотипы», с указанием на то, что Усаги отличается от остальных, так как менее феминна из-за того, что её любимый урок — труд, а ненавистный — математика, хотя японская аудитория видит её девчонкой-сорванцом.
В англоязычных странах вокруг «Сейлор Мун» появился культ, распространившихся среди членов кампании под названием «Save Our Sailors» (с англ. — «спасите наших моряков», либо с англ. — «спасите наших сейлоров») и мужской части студентов, а Дразен полагает, что Интернет стал новым способом общения для фанатов и сыграл свою роль в популярности «Сейлор Мун». Фанаты могли общаться, организуя кампанию «Save Our Sailors», чтобы вернуть сериал в показ в США, и делиться информацией о ещё непоказанных сериях. В 2004 году в одном из исследований предположили, что существовало порядка 3 335 000 сайтов, посвящённых «Сейлор Мун», тогда как про Микки Мауса только 491 000. Журнал NEO предполагает, что частью привлекательности «Сейлор Мун» стало и то, что фанаты общались по интернету, обсуждая различия между локализованной и оригинальной версиями произведения. В 1997 году фандом «Сейлор Мун» описывали как «малочисленный и разрозненный». По исследованиям в США, дети обращали восторженное внимание на боевые сцены в аниме, хотя при опросе, была ли «Сейлор Мун» «жестокой», только двое ответили «да», а остальные десять предпочли описать серии как «мягкие» или «милые». По результатам опроса, проведённого компаниями One’s Communications и Otaba в 2007 году, «Сейлор Мун» является одним из наиболее популярных аниме, под впечатлением от которых люди становятся отаку.
Большой поклонницей Сейлор Мун является российская фигуристка Евгения Медведева, которая несколько раз выступила на льду в её образе (в японских ледовых и телешоу).

### Аниме и манга в России
В отличие от большинства стран, в России сериал шёл по телевизионным каналам без какой-либо цензурной коррекции видеоряда и замены музыкальной дорожки, за исключением опенингов сюжетной арки Sailor Stars, где мелодия заставки заменена на оригинальную Moonlight Densetsu. Также Россия стала одной из немногих стран, где были показаны все 200 серий включительно и где аниме не подверглось национальной адаптации с изменением имён и названий.
Премьера состоялась на телеканале 2х2 1 июня 1996 года, где были показаны первые три сезона (показ завершился 14 августа 1997 года). Закадровый двухголосый перевод был выполнен компанией «2х2-Телемаркет», мужские и женские роли в сериале озвучивали Вадим Андреев и Людмила Ильина. 15 сентября 2001 года на канале ТНТ состоялась премьера 4-го и 5-го сезонов (показ завершился 19 мая 2002 года). Перевод, как и в предыдущих сезонах, был закадровым, но на этот раз был выполнен фирмой «СВ-Дубль», и поэтому голоса принадлежали другим актёрам (Алексей Мясников, Мария Овчинникова, Жанна Никонова, Алексей Демидов).
1 декабря 2018 года состоялась премьера сериала на телеканале «СТС Love» в новом переводе. Голосом Сейлор Мун в новом дубляже говорит актриса Ольга Кузьмина.